# Ji-Man Choi
Ji-Man Choi (Hangul: 최지만; Hanja: 崔志萬; nacido el 19 de mayo de 1991) es un primera base, jardinero y bateador designado surcoreano de béisbol profesional que juega en las Grandes Ligas (MLB) con los Pittsburgh Pirates. 
Anteriormente jugó con Los Angeles Angels, New York Yankees, Milwaukee Brewers y Tampa Bay Rays.

## Carrera profesional

### Seattle Mariners
Choi firmó con los Marineros de Seattle antes de la temporada 2010. Fue enviado a su filial de la Liga de Arizona para comenzar su carrera profesional en el béisbol, donde bateó para promedio de .378 con 23 carreras anotadas, 51 hits, 15 dobles, dos triples, un jonrón, 23 carreras impulsadas y 10 bases robadas en 39 juegos jugados. Entre los bateadores de la liga, Choi fue segundo en porcentaje de embasado (.459) y porcentaje de slugging (.541). También jugó 11 partidos con los High Desert Mavericks de la Liga de California esa temporada. El 24 de agosto, en un juego contra los Inland Empire 66ers, conectó su primer y único jonrón con los Mavericks, con quienes registró un promedio de .302 con siete carreras anotadas, 13 hits, un doble, un triple, un jonrón y siete carreras impulsadas. Combinado entre los dos equipos, bateó .360 con 30 carreras anotadas, 64 hits, 16 dobles, tres triples, dos jonrones y 30 carreras impulsadas en 50 juegos jugados. En defensa entre los dos clubes, jugó 34 partidos como primera base y 10 como receptor, cometiendo dos errores. Después de la temporada, fue nombrado el Jugador Más Valioso de la Liga de Arizona. Los Marineros de Seattle nombraron a Choi como su mejor jugador de posición en su filial de la Liga de Arizona.
Choi jugó para los Jackson Generals de la Southern League de Clase AA en 2013. Fue incluido en la lista del Equipo Mundial del Juego de Futuras Estrellas, y posteriormente fue agregado a la plantilla de 40 jugadores de los Marineros el 20 de noviembre de 2013. El 17 de abril de 2014, fue suspendido por 50 juegos luego de dar positivo por metandienona.
Choi sufrió una fractura de peroné en el primer juego del entrenamiento de primavera de los Marineros en 2015. Al día siguiente, fue designado para asignación cuando los Marineros añadieron al lanzador Edgar Olmos a su plantilla.

### Baltimore Orioles
En noviembre de 2015, Choi firmó un contrato de ligas menores con los Orioles de Baltimore.

### Los Angeles Angels
Choi fue seleccionado por los Angelinos de Los Ángeles de Anaheim en el draft de Regla 5 de 2015. Entró en la lista del Día Inaugural de los Angelinos, e hizo su debut en las Grandes Ligas el 5 de abril. Los Angelinos lo designaron para asignación el 11 de mayo. El 15 de mayo, aprobó las exenciones y aceptó un pase directo a los Salt Lake Bees de la Liga de la Costa del Pacífico de Clase AAA. Regresó a las mayores el 9 de julio en lugar del lesionado C. J. Cron. Conectó el primer jonrón de su carrera en las Grandes Ligas ante el abridor de los Texas Rangers, A. J. Griffin, en el Angel Stadium de Anaheim el 19 de julio de 2016. El 23 de diciembre de 2016, Choi fue designado para asignación y posteriormente liberado.

### New York Yankees
Choi firmó un contrato de ligas menores con los Yankees de Nueva York y recibió una invitación a los entrenamientos de primavera. Al final del entrenamiento de primavera fue asignado a los Scranton/Wilkes-Barre RailRiders de la Liga Internacional de Clase AAA.
Los Yankees promovieron a Choi a las ligas mayores el 4 de julio de 2017. En su primer juego con los Yankees, conectó un jonrón de dos carreras de 457 pies (139 m). Fue designado para asignación el 19 de julio de 2017 y asignado directamente a Clase AAA el 23 de julio de 2017.

### Milwaukee Brewers
El 15 de enero de 2018, Choi firmó un contrato de ligas menores con los Cerveceros de Milwaukee. Su contrato fue seleccionado por los Cerveceros el 28 de marzo de 2018 y fue asignado a la lista del Día Inaugural. Después de ser asignado a equipo filial de Clase AAA, Choi fue llamado el 18 de mayo de 2018 al primer equipo de los Cerveceros. Conectó un jonrón en su primer turno al bate como bateador designado contra los Mellizos de Minnesota.
El 9 de junio de 2018, Choi conectó el primer grand slam de su carrera como bateador emergente en la sexta entrada de un juego ante los Filis de Filadelfia, el primero del equipo en la temporada.

### Tampa Bay Rays
El día después de su grand slam con los Cerveceros, Choi fue cambiado a los Rays de Tampa Bay por el infielder Brad Miller y efectivo. Inmediatamente fue transferido a los Durham Bulls de Clase AAA, y fue promovido a las Grandes Ligas el 11 de julio de 2018. En 49 juegos para los Rays, Choi bateó .269 con ocho jonrones y 27 carreras impulsadas.
En 2019, Choi se estableció en las Grandes Ligas por primera vez en su carrera. Su defensa y poder contra los lanzadores diestros le valieron un tiempo de juego constante con los Rays. Jugó en 127 juegos, bateando .261 con 19 jonrones y 63 carreras impulsadas. En la postemporada, tuvo tres hits en 23 turnos al bate, registrando un jonrón en solitario. Los Rays fueron derrotados por los Astros de Houston en la Serie Divisional. En su primer año completo con los Rays, Choi se estableció como un favorito de los fanáticos debido a su desempeño y actitud en el campo.
El 26 de julio de 2020, Choi hizo su primera aparición como bateador ambidiestro en su carrera, bateando a la derecha dos veces contra el lanzador zurdo de los Azulejos de Toronto, Anthony Kay. En su segunda aparición contra Kay, conectó un jonrón. Choi terminó el año con línea ofensiva de .230/.331/.410 con tres jonrones en 42 juegos. En el primer juego de la Serie Divisional de la Liga Americana contra los Yankees de Nueva York, conectó un jonrón de dos carreras contra Gerrit Cole. Este fue su segundo jonrón contra Cole en 2020, mejorando los números de su carrera a 10-19 con cuatro jonrones contra el as de los Yankees.
En el Juego 2 de la Serie Mundial de 2020, Choi conectó sencillo al jardín derecho, convirtiéndose en el primer jugador coreano en registrar un hit en la Serie Mundial.

## Apariciones

### Programas de televisión
| Año  | Título                       | Notas                    |
| ---- | ---------------------------- | ------------------------ |
| 2021 | Law of the Jungle – Pioneers | (ep. #441-442) - miembro |